# جنيفر دون
جنيفر دون (بالإنجليزية: Jennifer Don)‏ هي متزلجة فنية أمريكية، ولدت في 6 أكتوبر 1984 في هيوستن في الولايات المتحدة.

## وصلات خارجية
- الموقع الرسمي
- جنيفر دون على موقع الاتحاد الدولي للتزلج (الإنجليزية)
- جنيفر دون على موقع الاتحاد الدولي للتزلج (الإنجليزية)
- جنيفر دون على موقع الاتحاد الدولي للتزلج (الإنجليزية)